# Seznam kulturních památek v depozitářích Správy veřejného statku města Plzně
Tento seznam nemovitých kulturních památek ve městě Plzeň v okrese Plzeň-město vychází z  Ústředního seznamu kulturních památek ČR, který na základě zákona č. 20/1987 Sb., o státní památkové péči, vede Národní památkový ústav jako ústřední organizace státní památkové péče. Údaje jsou průběžně upřesňovány, přesto mohou obsahovat i řadu věcných a formálních chyb a nepřesností či být neaktuální. 
Pokud byly některé části dotčeného území vyčleněny do samostatných seznamů, měly by být odkazy na tyto dílčí seznamy uvedeny v úvodu tohoto seznamu nebo v úvodu příslušné sekce seznamu.
Tento seznam obsahuje nemovité kulturní památky, jejichž umístění je evidováno v některém ze skladů (depozitářů) Správy veřejného statku města Plzně. 

## Sklad Radčická
|  |  | Hledat fotografie a kategorie ve Wikimedia Commons podle rejstříkového čísla památky | Nahrát snímek k tomuto tématu do úložiště Wikimedia Commons |  |

|  |  | Hledat fotografie a kategorie ve Wikimedia Commons podle rejstříkového čísla památky | Nahrát snímek k tomuto tématu do úložiště Wikimedia Commons |  |

|  |  | Hledat fotografie a kategorie ve Wikimedia Commons podle rejstříkového čísla památky | Nahrát snímek k tomuto tématu do úložiště Wikimedia Commons |  |

|  |  | Hledat fotografie a kategorie ve Wikimedia Commons podle rejstříkového čísla památky | Nahrát snímek k tomuto tématu do úložiště Wikimedia Commons |  |

## Sklad Koterov
| Památka                               | Fotografie        | Rejstříkové číslo v ÚSKP                                                             | Sídelní útvar                                               | Poloha                                                                                | Popis a poznámky |
| ------------------------------------- | ----------------- | ------------------------------------------------------------------------------------ | ----------------------------------------------------------- | ------------------------------------------------------------------------------------- | --- |
| Gotická střílna nemocnice (Q38048035) | \| \| \| \| \| \| | 54062/4-4566 Pam. katalog MIS                                                        | Koterov                                                     | deponováno ve skladu SVSMP, U Seřadiště 525/200 49°43′2,72″ s. š., 13°24′58,74″ v. d. | Nemocnice, z toho jen: gotická střílna. Pozůstatek gotického městského hradebního systému. Původní hradební střílna, provedená z pískovce, otvor střílny ve spodní části kruhový, na něj navazuje otvor ve tvaru kříže. V současnosti rozdělená na dvě části. Pískovcová střílna druhotně zazděna do objektu nemocnice v sadech 5. května. Po demolici objektu střílna deponována. Poznámka: Původně sady 5. května 2382 (?), Plzeň 3-Vnitřní Město. Původně památkově chráněna celá nemocnice čp. 2382, 2383 a 2385, o půl roku později (20. 1. 1992) byla ochrana nemocnice zrušena, kromě gotické střílny a portálu a substrukcí Velkého mlýna. Památkově chráněno od 12. července 1991. |
|                                       |                   | Hledat fotografie a kategorie ve Wikimedia Commons podle rejstříkového čísla památky | Nahrát snímek k tomuto tématu do úložiště Wikimedia Commons |                                                                                       | |